# レザーナ
レザーナ（伊: Resana）は、イタリア共和国ヴェネト州トレヴィーゾ県にある、人口約9,300人の基礎自治体（コムーネ）。

## 地理

### 位置・広がり

#### 隣接コムーネ
隣接するコムーネは以下の通り。括弧内のPDはパドヴァ県所属を示す。
- カステルフランコ・ヴェーネト
- ロレッジャ (PD)
- ピオンビーノ・デーゼ (PD)
- ヴェデラーゴ

### 気候分類・地震分類
気候分類では、zona E, 2408 GGに分類される。
また、イタリアの地震リスク階級 (it) では、zona 2 (sismicità media) に分類される。

## 姉妹都市
- Montville、フランス 2008年